# Ajbelj
Ajbelj je najvišje ležeče naselje v Občini Kostel. Nahaja se na jugovzhodnem robu Goteniške gore nad dolino Potoka in zahodno od magistralne ceste Kočevje - Petrina. Skozi vas je speljana najstarejša cesta, ki povezuje Kočevje in Brod na Kolpi.
Okolica je ilovnata, tu so predvsem travniki, na jugovzhodu je vrtačasto polje z njivami.
Cerkev Božjega odrešenika, ki je nekdaj stala v naselju, je bila leta 1956 požgana.